# Pictavi

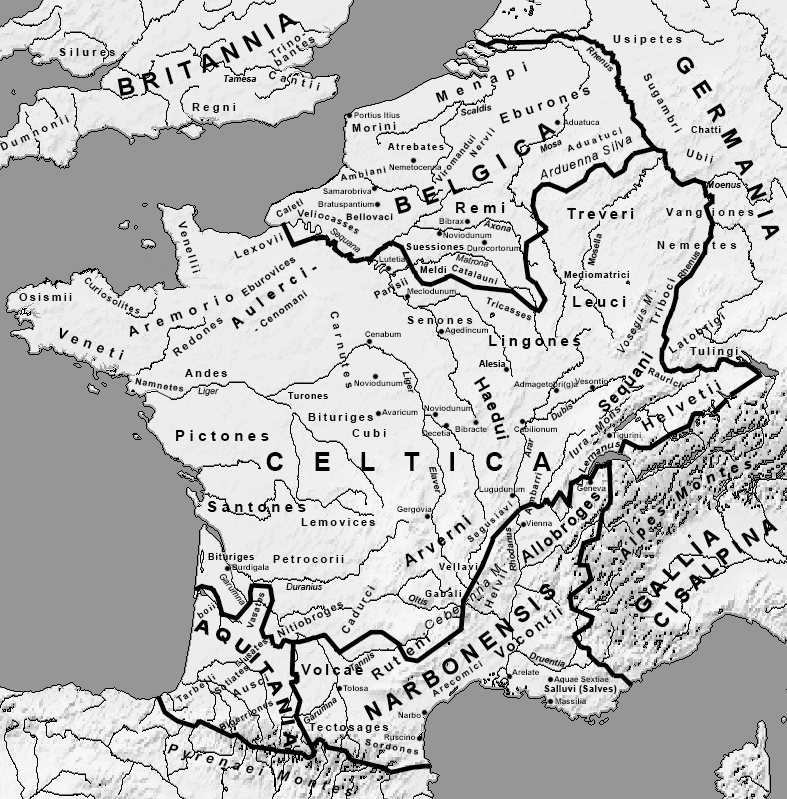
Harta popoarelor galice și locația pictonilor.

Pictavii sau pictonii au fost un popor din Galia stabilit într-un teritoriu corespunzător departamentelor franceze actuale Vendée, Deux-Sèvres, Vienne, sudul Loire-Atlantique și Maine-et-Loire. Regiunea istorică Poitou și capitala sa, Poitiers, își trag numele de la această civitas.

## Prezentare generală și etimologie
Pictonii sau Pictavii sunt uneori denumiți Pictes în sursele și perioadele istorice. Conform lui Gabriel Lévrier în "Dictionnaire étymologique du patois poitevin" (1867): "Pictavii au fost strămoșii noștri; de la ei am moștenit o avere imensă: ei au pus bazele civilizației noastre, au creat majoritatea satelor noastre și au stabilit fundațiile multor dintre orașele noastre. În fiecare zi călcăm pe pământul consacrat lor pentru cultul lui Tentatis și al lui Hésus, precum și pe brazdele trasate de plugurile lor rudimentare."
Numele lor derivă din rădăcina celtică (galeză) pict-, care înseamnă „șiret”. Acest termen ar putea fi legat de caracterul sau de trăsăturile distinctive ale poporului picton.

## Perioada de independență

### Teritoriul Picton

Teritoriul Pictonilor este situat la sud de gura Loarei.

Limitele acestui teritoriu sunt deductibile din trei elemente:
- Toponimie: Numele de locuri ca Equoranda sau Ewiranda indică un element acvatic folosit ca frontieră. Acest nume este întâlnit la Ingrandes în comuna Couziers, unde marca granița cu Andecavii sau Andes (Anjou); la Ingrandes, cu Turonii (Touraine); la Ingrandes lângă Le Blanc, cu Bituriges Cubi; de asemenea, în numele pârâului Équilandes, lângă Bourg-Archambault, la granița cu Lemovices (Limousin); în pădurea Argenson; cu un râu Guirande, în sudul orașului Niort, la granița cu Santoni.
- Numismatică: Monedele pictonice sunt găsite în principal în sudul Loarei, în interiorul actualilor departamente Deux-Sèvres și Vienne.
- Limitele fostului episcopat al Poitiers-ului, care s-a stabilit în secolul al III-lea și a preluat astfel delimitarea cetății din secolul al III-lea, care se întindea pe întreagul civitas (diviziune administrativă romană) a Pictonilor și care a devenit apoi comitatul Poitou, până când, în secolul al X-lea, Poitou-ul a fost amputat de Pays de Retz și Mauges, iar apoi, în 1317, episcopiile Maillezais și Luçon au fost desprinse.

Pe baza acestor elemente, putem stabili că teritoriul picton se întindea, înainte de cucerirea romană, cu certitudine pe teritoriile actuale ale departamentelor Vienne și Deux-Sèvres, adică Haut-Poitou, și sudul Vendée-ului. Este probabil, dar nu sigur, că Vendée-ul nu făcea parte din acest teritoriu (probabil teritoriul Ambilatres). Extinderea teritoriului lor până la Loara pe întreagul sau curs inferior înainte de cucerirea romană este o ipoteză aproape abandonată. În orice caz, după cucerire, cele trei departamente formează o entitate care persistă până la Revoluția Franceză, adică mai mult de optsprezece secole.

### Orașe și economie
Numele oppidum-ului Pictonilor era Lemonum, un nume celtic pentru actuala Poitiers, care semnifică „liziera cu ulmi”. Termenul provine din limba galică, Lemo-, „ulm”, care se compară exact cu irlandezul lem, ulm, cu o terminație latinizată. Apoi, orașul a primit numele poporului al cărui centru administrativ era: Civitas Pictaviensis, conform unui proces bine cunoscut în Galia romană, adică „Poitiers”. Lemonum se afla pe un promontoriu larg la confluența râurilor Clain și Boivre.

### Organizare politică și culte
Există mai multe informații despre civitas-urile vecine ale Pictonilor, cum ar fi Ambiliates sau Ambilatres (în zona actuală Vendée) și Agnutes sau Anagnutes. Aceste denumiri ne ajută să înțelegem mai bine contextul și vecinătatea lor în cadrul Galiei antice.
Deși exista un rege nominal, puterea reală putea fi împărțită între mai mulți șefi de război sau lideri locali, ceea ce reflectă un model de conducere mai descentralizat și mai fragmentat.

### Monede

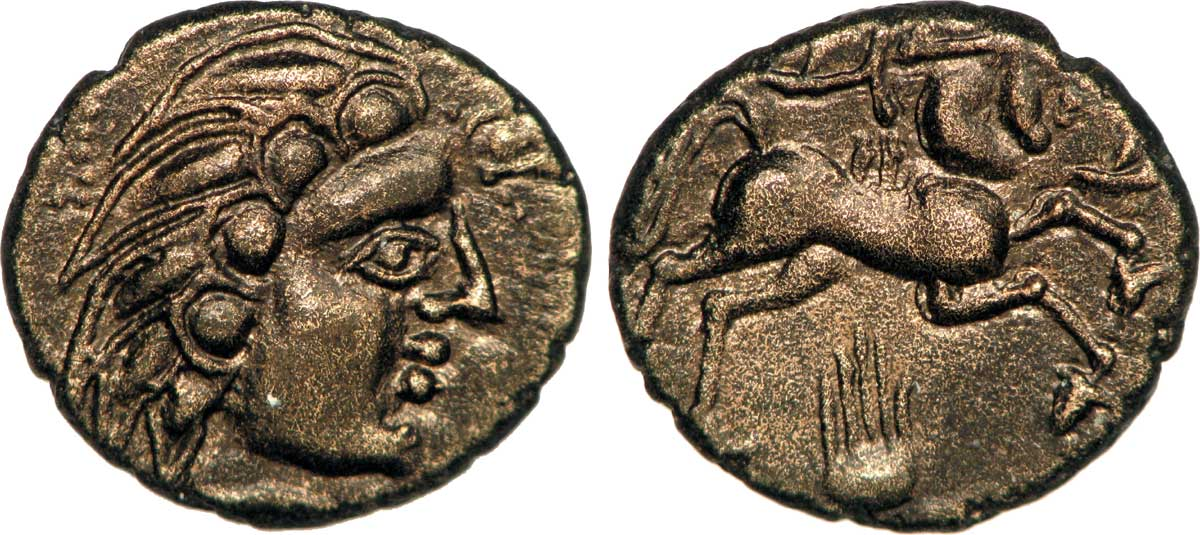
Un stater de electrum bătut de Pictoni. Dată: secolul I î.Hr.

În Poitou-ul celtic a existat o circulație monetară originală începând cu sfârșitul secolului al II-lea î.Hr. Acestea erau monede din electrum. Ca majoritatea monedelor galice, acestea erau inspirate de staterul macedonean și de monedele grecești din colonia Empúries din Catalonia.
Monedele pictoniene prezintă un tip armoricain, cu un revers deosebit: o mână deschisă se află sub calul androcéfal care aleargă. Încă mai sunt găsite monede din argint și bronz.
Aceste monede sunt găsite în cantități semnificative în Vienne și Deux-Sèvres, iar în Vendée se găsesc în cantități mai mici.
Este și o serie de monede de argint din secolul I î.Hr., ornate cu un călăreț înaripat care sare peste o floare de tip crin, similar cu monedele Biturigilor. Totuși, caracterul specific picton al acestora este mai puțin cert.

## Războaiele Galice și sfârșitul independenței
Pictonii făceau parte dintre popoarele care ar fi putut să se simtă amenințate de migrația Helveților spre teritoriul Santonilor, în cazul în care aceasta s-ar fi desfășurat prin nordul Masivului Central. Prin urmare, aveau un interes deplin în intervenția lui Iulius Cezar.
Asemenea Santonilor, au furnizat o flotă lui Cezar în anul 56 î.Hr. Conducătorul lor, Duratios, a rămas loial lui Cezar în timpul insurecției din 52 î.Hr. Cu toate acestea, Vercingetorix a cerut întăriri de la toate triburile Galiei, inclusiv 8000 de oameni de la Pictoni, care i-au fost trimiși. Poporul picton era deci împărțit. Contingentul favorabil lui Vercingetorix s-a alăturat conducătorului Andecavilor, Dumnacos, la Angers, care s-a îndreptat apoi către Lemonum pentru a-l asedia pe Duratios. Acesta a trimis un mesager legatului roman Caius Caninius Rebilus, care a venit din teritoriul Rutenilor să-i ofere sprijin. Dar având doar trupe de valoare redusă, el și-a construit o tabără fortificată pentru a rezista lui Dumnacos. Acesta l-a asediat timp de mai multe zile fără să reușească să-l cucerească.
Dumnacos a fugit când a aflat că legatul Caius Fabius, care obținea supunerea popoarelor între Beauvais și Tours, venea în ajutorul lui Caninius.
Rămânând în mare parte loiali lui Cezar, cetatea pictonă, adică subdiviziunea administrativă romană care a fost atribuită pictonilor în timpul organizării Galiei în provincii romane între 16 î.Hr. și 13 î.Hr., probabil că a fost extinsă cu teritoriul Ambiliates și al Agnuților (probabil Vendée).

## Perioada antică

### Pax Romana
Pacea romană a beneficiat cetății Pictonilor, în special prin numeroasele construcții urbane, totuși este dificil de spus în ce măsură poporul picton s-a romanizat. Supraviețuirile din perioada galo-romană sunt atestate, așa cum se întâmplă în multe alte locuri din Galia, la mijlocul secolului al II-lea, bornele milliare indică distanțele în leghe galo-romane, și nu în mile romane. În schimb, este cert că în acea perioadă, aristocrația cetății era profund romanizată și puternic integrată în clasa conducătoare a Imperiului Roman: Marcus Sedatius Severianus, originar din Poitiers, a avut o carieră de succes ca senator roman, ajungând consul în anul 153. Descoperirile arheologice au dezvăluit bogăția Poitiersului roman și integrarea sa în economia imperială, o sursă comercială care, conform lui Gilbert-Charles Picard, a fost cheia succesului notabilităților pictonilor. Este posibil ca Poitiers să fi fost capitala provinciei romane Aquitania. Conform lui G. Nicolini, urmele de incendiu marchează o ruptură în istoria orașului în al treilea sfert al secolului al II-lea, incendii și rupturi pe care G.-Ch. Picard le explica prin tulburări și revolte.
În 237, se găsește prima mențiune a schimbării progresive a numelui Limonum în Poitiers.
Prosperitatea Pictonilor se reflectă și în aglomerațiile care s-au dezvoltat în jurul sanctuarelor rurale, cum ar fi Sanxay, și în Turlele Mirandes de la Vendeuvre-du-Poitou în primele două secole ale erei creștine. Alte așezări s-au dezvoltat și ele începând din secolul al III-lea, cum ar fi Vieux-Poitiers la Naintré, o comună care a furnizat, de asemenea, două morminte excepționale (Doamnele din Naintré). Acest oraș mic nu a dispărut decât odată cu invaziile normande din secolul al IX-lea. În secolul I d.Hr., geograful Strabon menționează, de asemenea, cele două principale orașe pictonice din acea vreme: Lemonum (Poitiers) și Ratiatum (Rezé). Acest port servea la comerțul cu Insulele Britanice.
După ce Constantin cel Mare a făcut creștinismul o religie aprobată și protejată, acesta s-a răspândit tot mai rapid. Sfântul Ilarie este primul episcop cunoscut al Poitiersului, în jurul anului 350. El îl primește pe viitorul sfânt Martin de Tours, care înființează la Ligugé cea mai veche mănăstire din Galia, încă activă și în prezent.